# 石川県道157号松任寺井線
石川県道157号松任寺井線（いしかわけんどう157ごう まっとうてらいせん）は、石川県白山市と同県能美市を結ぶ一般県道（石川県道）である。

## 概要
- 起点：石川県白山市福留町196番1地先（＝福留交差点・国道8号（国道305号重複）交点）
- 終点：石川県能美市大長野町ト23番1地先（＝大長野西交差点・石川県道4号小松鶴来線上、国道8号、国道305号交点）

起点より、南に進む。白山市石川地区や能美郡川北町の島集落（白山市源兵島町、同市水島町、川北町田子島）などを抜け、手取川橋（通称「粟生大橋」）で手取川を渡り能美市内に入る。さらに南下し、能美市粟生町、同市寺井町を抜け、終点の大長野西交差点に至る。
国道157号とは接続していない。
当県道は全区間、国道8号（国道305号重複）の旧道である。特に、能美市内では能美市役所寺井庁舎前など寺井地区中心部を通り、「サンロード寺井」と呼ばれている。
粟生交差点以南は、1950年代後半に国道8号線として整備された区間である。

## 歴史
- 1975年（昭和50年）3月31日：路線認定。
- 1978年（昭和53年） ：国道8号金沢西バイパス福留交差点から赤井IC（能美郡根上町 / 現・能美市）開通。この後、1982年（昭和57年）までに、国道8号金沢西バイパスが大長野西IC（能美郡寺井町 / 現・能美市）までの全線開通。

## 接続道路
- 国道8号（国道305号重複）（白山市福留町・福留交差点：起点）
- 石川県道58号鶴来美川インター線（白山市福留町・福留南交差点）
- 石川県道103号鶴来水島美川線（白山市水島町・水島南交差点）
- 石川県道176号草深木呂場美川線（能美郡川北町田子島・手取交差点）
- 石川県道169号粟生小松線（能美市粟生町・粟生交差点）
- 石川県道172号徳久粟生線（能美市粟生町・粟生南交差点）
- 石川県道4号小松鶴来線（能美市三道山町・三道山交差点）
  - 以下、石川県道4号小松鶴来線との重複区間
    - 石川県道102号根上寺井線（能美市寺井町・寺井北交差点）
    - 石川県道173号和気寺井線（能美市寺井町・山道交差点）
    - 石川県道165号金平寺井線（能美市寺井町・寺井南交差点）
    - 国道8号、国道305号（石川県道4号小松鶴来線と重複）（能美市大長野町・大長野西交差点：終点）

## 重複区間
- 石川県道4号小松鶴来線（能美市三道山町・三道山交差点 - 同市大長野町・大長野西交差点：終点）

## 通過する自治体
- 石川県
  - 白山市 - 能美郡川北町 - 能美市

## 周辺
- アイレムソフトウェアエンジニアリング 石川事業所
- 水島工業団地
- 農村公園
  - 芭蕉の渡し
  - 明治天皇御小休所
- 北川ヒューテック手取合材所・技術研究所
- 手取川
- 手取フィッシュランド
- 和田山末寺山史跡公園